# 第201高射ミサイル旅団 (ウクライナ空軍)
第201高射ミサイル旅団(正式名称:ヘーチマン・ピリプ・オルリク名称第201高射ミサイル旅団、ウクライナ語: 201-ша зенітна ракетна бригада імені гетьмана Пилипа Орлика)は、ウクライナ空軍南部航空管区の所属する旅団。ムィコラーイウ地域の空域を守っている。

## 歴史
1992年、旅団の団員はウクライナ国民への忠誠を誓った。
2019年12月4日、ウクライナのヘーチマンの一人であるピュリプ・オルリクにちなんで「ヘーチマン・ピリプ・オルリク」の称号を授与された。
2022年1月、旅団のS-300PS高射ミサイル部隊が連合軍の作戦地域から帰還し、ウクライナ南部の空域を守る戦闘任務を引き継いだ。
2023年8月23日、ウォロディミル・ゼレンスキー大統領より、勇気と勇敢さに対する栄誉賞を授与された。